# Casa Mauri (Barcelona)
La casa Mauri és un edifici situat al carrer de Montcada, 21 de Barcelona, catalogat com a bé cultural d'interès local. Des del 1999 forma part del Museu Picasso.

## Història
La primera notícia documental és del 1323, quan Guillem d'Oliveres la va vendre al canvista Bernat Cavaller, pare del també canvista Jaume Cavaller, que el 1349 va adquirir la finca veïna del núm. 19. El 1362, fou heretada per Bernat Turell, que el 1375 la va vendre al canviador Pere de Rocacrespa. El seu descendent Antoni Pere de Rocacrespa es va casar amb Elionor de Coromines i Desplà, senyora de Sant Martí de Teià. El 1473, la seva filla Isabel de Rocacrespa i de Coromines-Desplà es va casar amb Ferrando Girón de Rebolledo y González, i en els capítols matrimonials el seu pare li va cedir la casa del carrer de Montcada. L'hereu fou Joan Giron de Rebolledo i de Rocacrespa, castlà de Tortosa i baró d'Andilla, casat amb Marquesa Fernández de Heredia.
Va morir el 1537, deixant com a hereu el seu fill Ferran, que va cedir la casa del carrer de Montcada i uns censals a la seva germana Anna. El 1539, aquesta es va casar amb el donzell Joan Almogàver, òlim Boscà, més conegut com a Joan Boscà i Almogàver. Uns mesos després, el 1540, els cònjuges la van vendre al mercader Jeroni de Sorribes i Noguers, que la tenia llogada, per 925 lliures. El 1541, Lucrècia de Malla, esposa de Miquel Santjust, li va cedir una part de l'hort de la finca veïna del núm. 19. El 1549 fou nomenat receptor de les pecúnies del Sant Ofici de la Inquisició, i va morir el 1568, essent succeït pel seu fill Jeroni Galceran Serapi de Sorribes, que fou protector del pintor i poeta Pere Serafí.
Va morir el 1590, i la seva vídua Lluïsa de Torrelles llogaria la casa. Un cop morta, sembla que després del 1619, la casa va ser ocupada per la seva filla Estefania de Sorribes i de Torrelles, casada amb Alexandre d'Aguilar i de Caçador. El 1628, el seu fill Josep d'Aguilar-Caçador i de Sorribes es va casar amb Clara Brossa i de Bosch, i en els capítols matrimonials, la seva mare li va cedir la casa del carrer del carrer de Montcada. L'hereu Joan Baptista d'Aguilar-Caçador i Brossa es va casar amb Agnès d'Oluja i de Cordelles, i va morir el 1658 a la Torre Pallaresa, deixant dos fills menors d'edat: Josep i Agustí d'Aguilar-Caçador i d'Oluja. El 1678, Josep es va casar amb Francesca de Montfar i Vilosa, senyora de Castellet de Cornet, i el 1690, després d'un llarg litigi, fou declarat hereu.
Destacat austriacista, el 1715 Josep d'Aguilar-Caçador fou nomenat marquès d'Aguilar de Vilaür per l'arxiduc Carles, i entre aquesta data i 1720 va fer obres a la casa del carrer de Montcada, malmesa pel setge de 1713-1714, a càrrec del mestre de cases Joan Català, que foren pagades pel llogater Pacià Riera, prevere beneficiat de Santa Maria del Mar. Finalment, el 1723 la va vendre per 4.100 lliures al veler (teixidor de seda) Josep Casas i Roca, fill del pagès Bartomeu Costa i de Magdalena Roca, de qui havia heretat la casa del davant (actual núm. 16). Casat amb Rosa Clavell, van ser pares de Josepa Casas i Clavell, i la família hi va realitzar una gran transformació barroca. Josepa Casas va morir sense descendència i va llegar els seus béns als seus cosins Anton Francesc Casas i Rogent i Josep Anton Casas i Costa, a parts iguals. Per la mort d'aquests, l'herència fou administrada per les seves vídues Josepa Romanyà i Costa i Beneta Vivet en nom dels seus fills menors Felip Casas i Romanyà i Isabel Casas i Vivet (†1866), respectivament. Finalment, la casa del núm. 21 quedaria en mans d'Isabel i la del núm. 16 en mans de Felip.
A mitjans del segle xix, s'hi va instal·lar el comerciant Josep Vidal i Ribas (1817-1870), especialitzat en drogues i productes químics: «Moncada, 21. Fábrica de productos químicos y almacen de drogas. D. José Vidal y Rivas, comerciante capitalista, naviero y propietario.» El 1872, la casa fou adquirida pel seu fill Josep Vidal-Ribas i Torrents, que amb el seu germà Emili van continuar el negoci sota la raó social Fills de J. Vidal i Ribas, posteriorment Drogueria Vidal-Ribas SA. Finalment, Josep Vidal-Ribas i Güell, fill d'Emili, va dissoldre la societat i el local va ser ocupat per la distribuïdora Productos Químicos Gehe, filial de l'alemanya Gehe & Co. AG constituïda el 1934.
El 1943, la seva germana Mercè va vendre la finca al fabricant de dolços Vicenç Mauri i Anglada, que cap als anys 1945-1947 va presentar un projecte de reforma per tal de adaptar-la al seu nou ús industrial. Es van fer noves obertures a la façana del cos interior i es va cobrir el pati en la planta baixa amb una claraboia, mentre que la façana i el cos del carrer de Montcada no es modificaren. Tanmateix, l'agressivitat de les reformes, que van destruir una escala barroca al pati i altres elements de l'interior, van motivar una denúncia del Servei de Patrimoni. Un cop tancada la fàbrica, el 1997 es va aprovar el projecte d'ampliació del Museu Picasso amb aquest edifici i el veí palau Finestres, obra de l'arquitecte Jordi Garcés, per tal d'allotjar-ne les exposicions temporals. Aquesta actuació va suposar l'enderrocament de tot l'interior (incloent-hi el pati central) i la construcció d'un nou edifici de formigó armat, a més de la creació de la nova plaça de Raimon Noguera a la part posterior.

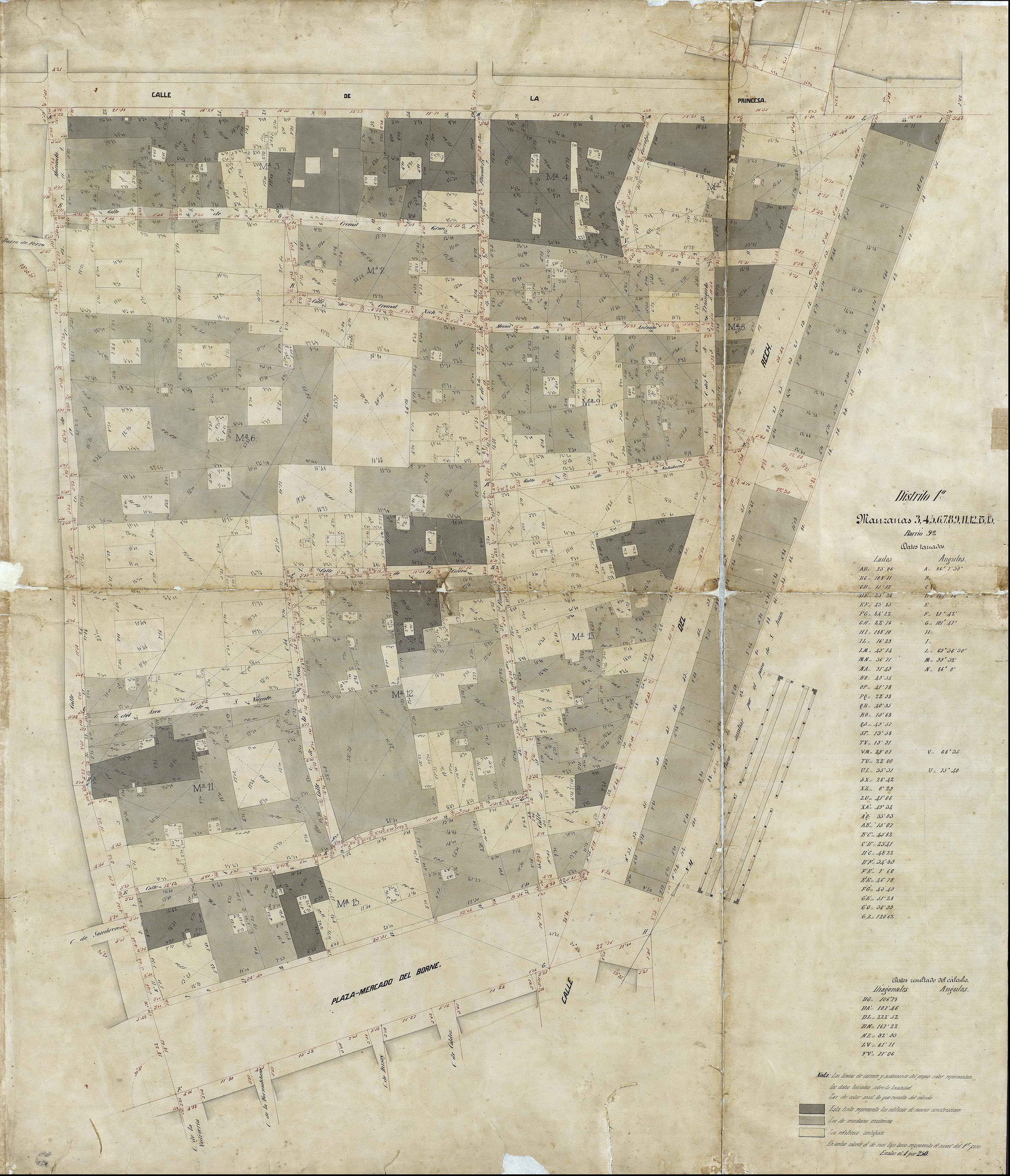
Quarteró núm. 15 de Garriga i Roca (c. 1860)

## Descripció
És un immoble força estret i consta de planta baixa, tres pisos i terrat, amb només dues obertures per planta. A la planta baixa hi ha dos grans portals de llinda emmarcats per una senzilla motllura. Al primer i segon pis s'obren balcons individuals amb la llosana de pedra motllurada i barana de ferro forjat. Les obertures estan motllurades i la llinda està decorada amb una forma trapezoïdal en relleu. A l'últim pis hi ha dues finestres tapiades amb l'ampit motllurat. En un extrem de la façana, a l'altura del primer pis, es conserva una finestra amb gelosia de fusta, element que fou molt característic de les façanes del segle xviii i del qual pràcticament no s'ha conservat cap més en tota la ciutat. El parament és de carreus de pedra regulars.